# Chon Jongwon
Chon Jongwon, né le 7 février 1996 à Séoul, est un grimpeur sud-coréen spécialiste du bloc.

## Biographie
En 2012, Chon participe à ses premières compétitions internationales de jeunes. En 2013, il remporte la deuxième place des championnats d'Asie pour les jeunes[2] Depuis 2014, il grimpe en tant qu'adulte lors de la Coupe du monde d'escalade de bloc. Lors de sa première saison, il atteint deux fois la finale et remporte à chaque fois la quatrième place. Il termine la saison au 9e rang[3].
Chon a atteint les finales de la Coupe du monde IFSC quatre fois en 2015 et a terminé 6e à Toronto, 2e à Chongquing, 1er à Haiyang et 3e à Munich. Ces classements lui ont suffi pour remporter la saison, devant l'Allemand Jan Hojer et le Tchèque Adam Ondra[4].
En 2016, il se classe 3e à la Coupe du monde IFSC de Chongqing, 4e à Navi Mumbai et 2e à Munich. Il s'est classé 1er à Innsbruck, atteignant la 4e place pour la saison. Il a également remporté la première place à La Sportiva Legends Only, avec des démonstrations impressionnantes de la force des doigts.
Dans le passé, Chon a participé à des compétitions dans les disciplines de l'escalade en tête et de l'escalade de vitesse, mais depuis qu'il a commencé à grimper en Coupe du monde, il s'est spécialisé dans l'escalade de bloc.

## Palmarès

### Championnats du monde
- 2018 à Innsbruck, Autriche
  -  Médaille d'argent en bloc

### Coupe du monde
- selon le classement général, en bloc (sauf spécifié)
  -  en 2015
  -  en 2017
  -  en 2017 (en combiné)

### Championnats d'Asie
- 2016 à Duyun, Chine
  -  Médaille de bronze en bloc

### Jeux asiatiques
- 2018 à Jakarta, Indonésie
  -  Médaille d'or en combiné